# 애니 프란체스카
"애니 프란체스카"(Ani Francesca)는 한국에서 제작된 박대열 감독의 2006년 애니메이션 영화이다. 신해철 등이 주연으로 출연하였다.

## 출연

### 주연
- 신해철
- 박희진
- 박슬기
- 이켠

## 기타
- 프로듀서: 모상준
- 더빙연출: 조원희